# Charmes-la-Grande
Charmes-la-Grande é uma comuna francesa na região administrativa de Grande Leste, no departamento de Haute-Marne. Estende-se por uma área de 11,43 km². Em 2010 a comuna tinha 161 habitantes (densidade: 14,1 hab./km²).